# Focus Con Proby
Focus Con Proby – siódmy album studyjny zespołu Focus, LP wydany w styczniu 1978 roku, przez holenderski oddział EMI. W pięciu utworach jako wokalista wystąpił amerykański piosenkarz P.J. Proby.

## Muzycy
- Thijs Van Leer – instrumenty klawiszowe, syntezatory (A1-4, B1-4), flet (A5)
- Philip Catherine – gitara akustyczna (A5), gitara rytmiczna (A1-3, B1), gitara prowadząca (A5, B3-4)
- Bert Ruiter – gitara basowa
- Steve Smith – perkusja
- Eef Albers – gitara prowadząca (A1-4, B2), gitara rytmiczna (B4)
- P.J. Proby – śpiew (A1, A4, B1, B2, B4)

## Lista utworów
Strona A
| 1. | „Wingless” (Roselie Van Leer, Thijs Van Leer) | 5:35  |
|    |                                               |       |
| 2. | „Orion” (Eef Albers)                          | 4:08  |
|    |                                               |       |
| 3. | „Night Flight” (Eef Albers)                   | 3:40  |
|    |                                               |       |
| 4. | „Eddy” (Roselie Van Leer, Thijs Van Leer)     | 5:54  |
|    |                                               |       |
| 5. | „Sneezing Bull” (Philip Catherine)            | 4:27  |
|    |                                               |       |
|    |                                               | 23:44 |
|    |                                               |       |
Strona B
| 1. | „Brother” (Roselie Van Leer, Thijs Van Leer) | 5:19  |
|    |                                              |       |
| 2. | „Tokyo Rose” (Roselie Van Leer)              | 5:08  |
|    |                                              |       |
| 3. | „Maximum” (Bert Ruiter, Thijs Van Leer)      | 8:40  |
|    |                                              |       |
| 4. | „How Long” (Roselie Van Leer, Thijs Van Lee) | 5:16  |
|    |                                              |       |
|    |                                              | 24:23 |
|    |                                              |       |

## Informacje uzupełniające
- Produkcja – Yde De Jong
- Inżynier dźwięku – Jan van Vrijaldenhoven, Mike Stavrou
- Projekt okładki – Jacques Heere